# NGC 6532
NGC 6532 este o galaxie spirală situată în constelația Dragonul. A fost descoperită în 19 septembrie 1886 de către Edward D. Swift⁠(d). Se află la o distanță de 70,79 de megaparseci de Pământ.